# Hendersin Knob
Hendersin Knob är en kulle i Antarktis. Den ligger i Västantarktis. Inget land gör anspråk på området. Toppen på Hendersin Knob är 191 meter över havet.
Terrängen runt Hendersin Knob är kuperad åt nordost, men åt sydväst är den platt. Terrängen runt Hendersin Knob sluttar söderut.  Trakten är obefolkad. Det finns inga samhällen i närheten.